# Memorial Van Damme 2018
Il Memorial Van Damme 2018 è stata la 42ª edizione dell'omonimo meeting, annuale competizione di atletica leggera ed ha avuto luogo allo Stadio Re Baldovino di Bruxelles, il 30 e 31 agosto 2018. Il meeting è stato inoltre anche la tappa finale della Diamond League 2018.

## Programma[1]

### Giorno 1
| # | Orario | Specialità     |
| - | ------ | -------------- |
| 1 | 17:10  | Getto del peso |

### Giorno 2
| # | Orario | Specialità         |
| - | ------ | ------------------ |
| 1 | 19:28  | Salto con l'asta   |
| 2 | 19:40  | Lancio del disco   |
| 3 | 19:45  | Salto in alto      |
| 4 | 20:33  | 110 metri ostacoli |
| 5 | 20:47  | Salto triplo       |
| 6 | 20:54  | 100 metri          |
| 7 | 21:02  | 800 metri          |
| 8 | 21:22  | 5000 metri         |
| 9 | 21:44  | 400 metri          |

| #  | Orario | Specialità         |
| -- | ------ | ------------------ |
| 1  | 18:05  | Lancio del disco   |
| 2  | 19:08  | Salto in lungo     |
| 3  | 19:30  | 800 metri          |
| 4  | 19:30  | 400 metri ostacoli |
| 5  | 20:03  | 400 metri          |
| 6  | 20:11  | 3000 metri siepi   |
| 7  | 20:41  | 1500 metri         |
| 8  | 20:49  | Salto in alto      |
| 9  | 21:15  | 100 metri ostacoli |
| 10 | 21:53  | 200 metri          |

     Specialità valide per la Diamond League

## Risultati[2]

### Uomini
| Specialità       |                      | Prestazione  | 2º classificato    | Prestazione | 3º classificato     | Prestazione |
| 100 m            | Christian Coleman    | 9"79         | Ronnie Baker       | 9"93        | Yohan Blake         | 9"94        |
| 400 m            | Jonathan Sacoor      | 45"59        | Kévin Borlée       | 45"62       | Liemarvin Bonevacia | 46"08       |
| 800 m            | Emmanuel Korir       | 1'44"72      | Marcin Lewandowski | 1'45"21     | Ferguson Rotich     | 1'45"28     |
| 5000 m           | Selemon Barega       | 12'43"02 DLR | Hagos Gebrhiwet    | 12'45"82    | Yomif Kejelcha      | 12'46"79    |
| 110 m ostacoli   | Sergej Šubenkov      | 12"97        | Orlando Ortega     | 13"10       | Hansle Parchment    | 13"35       |
| Salto in alto    | Brandon Starc        | 2.33 m       | Mateusz Przybylko  | 2.33 m      | Gianmarco Tamberi   | 2.31 m      |
| Salto con l'asta | Timur Morgunov       | 5.93 m       | Sam Kendricks      | 5.88 m      | Shawnacy Barber     | 5.83 m      |
| Salto triplo     | Pedro Pablo Pichardo | 17.49 m      | Christian Taylor   | 17.31 m     | Donald Scott        | 17.25 m     |
| Lancio del disco | Fedrick Dacres       | 68.67 m      | Andrius Gudžius    | 67.56 m     | Daniel Ståhl        | 66.74 m     |

### Donne
| Specialità       |                           | Prestazione | 2º classificato    | Prestazione | 3º classificato     | Prestazione |
| 200 m            | Shaunae Miller-Uibo       | 22"12       | Dafne Schippers    | 22"53       | Jamile Samuel       | 22"64       |
| 400 m            | Salwa Eid Naser           | 49"33       | Phyllis Francis    | 50"51       | Shakima Wimbley     | 50"77       |
| 800 m            | Lynsey Sharp              | 1'59"93     | Hanna Hermansson   | 2'00"96     | Noélie Yarigo       | 2'01"35     |
| 1500 m           | Laura Muir                | 3'58"49     | Shelby Houlihan    | 3'58"94     | Sifan Hassan        | 3'59"41     |
| 100 m ostacoli   | Brianna McNeal            | 12"61       | Kendra Harrison    | 12"63       | Danielle Williams   | 12"64       |
| 400 m ostacoli   | Anna Yaroshchuk-Ryzhykova | 55"38       | Hanne Claes        | 55"87       | Ayomide Folorunso   | 56"12       |
| 3000 m siepi     | Beatrice Chepkoech        | 8'55"10     | Norah Jeruto       | 8'59"62     | Hyvin Kiyeng        | 9'01"60     |
| Salto in alto    | Nafissatou Thiam          | 1.89 m      | Nicola McDermott   | 1.87 m      | Oksana Okuneva      | 1.87 m      |
| Salto in lungo   | Caterine Ibargüen         | 6.80 m      | Shara Proctor      | 6.70 m      | Sha'Keela Saunders  | 6.68 m      |
| Getto del peso   | Gong Lijiao               | 19.83 m     | Raven Saunders     | 19.64 m     | Christina Schwanitz | 19.50 m     |
| Lancio del disco | Yaimé Pérez               | 65.00 m     | Andressa de Morais | 64.65 m     | Sandra Perković     | 64.31 m     |

     Prestazione che stabilisce il nuovo record del meeting.